# Distretto di Kaputa
Il distretto di Kaputa è un distretto dello Zambia, parte della Provincia Settentrionale.
Il distretto comprende 22 ward:
- Chipili
- Chishela
- Chiyilunda
- Choma
- Chubo
- Fungwa
- Kakusu
- Kaleulu
- Kalungwishi
- Kampinda
- Kapisha
- Kapulwa
- Kashikishi
- Mofwe
- Mowa
- Mukubwe
- Munkonge
- Munwa
- Mwambeshi
- Mwawe
- Nkota
- Nsumbu